# Ostoja Parczewska
Ostoja Parczewska este o arie protejată (sit de importanță comunitară — SCI) din Polonia întinsă pe o suprafață de 3.591,53 ha, integral pe uscat.

## Localizare
Centrul sitului Ostoja Parczewska este situat la coordonatele 51°33′29″N 22°58′20″E / 51.558°N 22.9723°E.

## Înființare
Situl Ostoja Parczewska a fost declarat sit de importanță comunitară în octombrie 2009 pentru a proteja 10 specii de animale.

## Biodiversitate
Situată în ecoregiunea continentală, aria protejată conține 8 habitate naturale: Mlaștini împădurite, Păduri aluvionare cu Alnus glutinosa și Fraxinus excelsior (Alno-Padion, Alnion incanae, Salicion albae), Lacuri și iazuri distrofice naturale, Fânețe de joasă altitudine (Alopecurus pratensis, Sanguisorba officinalis), Turbării active, Mlaștini oligotrofe degradate, capabile încă de regenerare naturală, Mlaștini turboase de tranziție și turbării mișcătoare, Păduri de stejar și carpen Galio-Carpinetum.
La baza desemnării sitului se află mai multe specii protejate:
- amfibieni (1): buhai de baltă cu burta roșie (Bombina bombina)
- mamifere (3): lupul (Canis lupus), castor (Castor fiber), vidră de râu (Lutra lutra)
- nevertebrate (5): libelule (Leucorrhinia pectoralis), fluturele purpuriu (Lycaena dispar), Lycaena helle, Phengaris nausithous, Phengaris teleius
- reptile (1): țestoasa de baltă (Emys orbicularis)